# Hallgerda Mons
Hallgerda Mons is een berg op de planeet Venus. Hallgerda Mons werd in 1991 genoemd naar Hallgerda, IJslandse godin van de ijdelheid.
De berg heeft een diameter van 57 kilometer en bevindt zich in het quadrangle Pandrosos Dorsa (V-5).